# Cristina García Salazar
Cristina García Salazar   (Algesires, 1987) és una política andalusa i advocada especialitzada en Dret animal nascuda a Algesires el 1987. Vicepresidenta del Partit Partit Animalista amb el Medi ambient (PACMA) des d'octubre de 2021.

## Activitat professional
És llicenciada en Dret per la Universitat de Cadis. Té un Màster en Advocacia Internacional, exerceix com advocada des del 2011 i el 2020 va fundar el seu propi despatx d'advocats.
Membre de la Secció de Dret i Benestar Animal de l'Illustre Collegi d'Advocats de Màlaga, Coordinadora de la mateixa durant dos anys.
Després del seu nomenament com a Vicepresidenta del Partit Animalista Amb el Medi Ambient (PACMA) el 2021, assumeix el càrrec de Responsable de l'Àrea de les àrees d'acció legal i acció política del partit.

## Activitat política
Es va unir com a voluntària al Partit Animalista Amb el Medi Ambient el 2016 i va passar a ser Coordinadora provincial a Màlaga des del 2017 fins al 2021, quan va ser nomenada Vicepresidenta del partit.
L'abril del 2019 va encapçalar les llistes de PACMA al Senat d'Espanya a la Circumscripció electoral de Màlaga.
A les eleccions al Parlament d'Andalusia de 2022 va passar a ser Candidata de PACMA a la Presidència de la Junta d'Andalusia.
El maig de 2023 se celebren les eleccions municipals, on García és Candidata a l'Alcaldia de Mijas.
A les eleccions generals espanyoles de 2023 Cristina encapçala les llistes de PACMA al Congrés dels Diputats a la Circumscripció electoral de Màlaga.

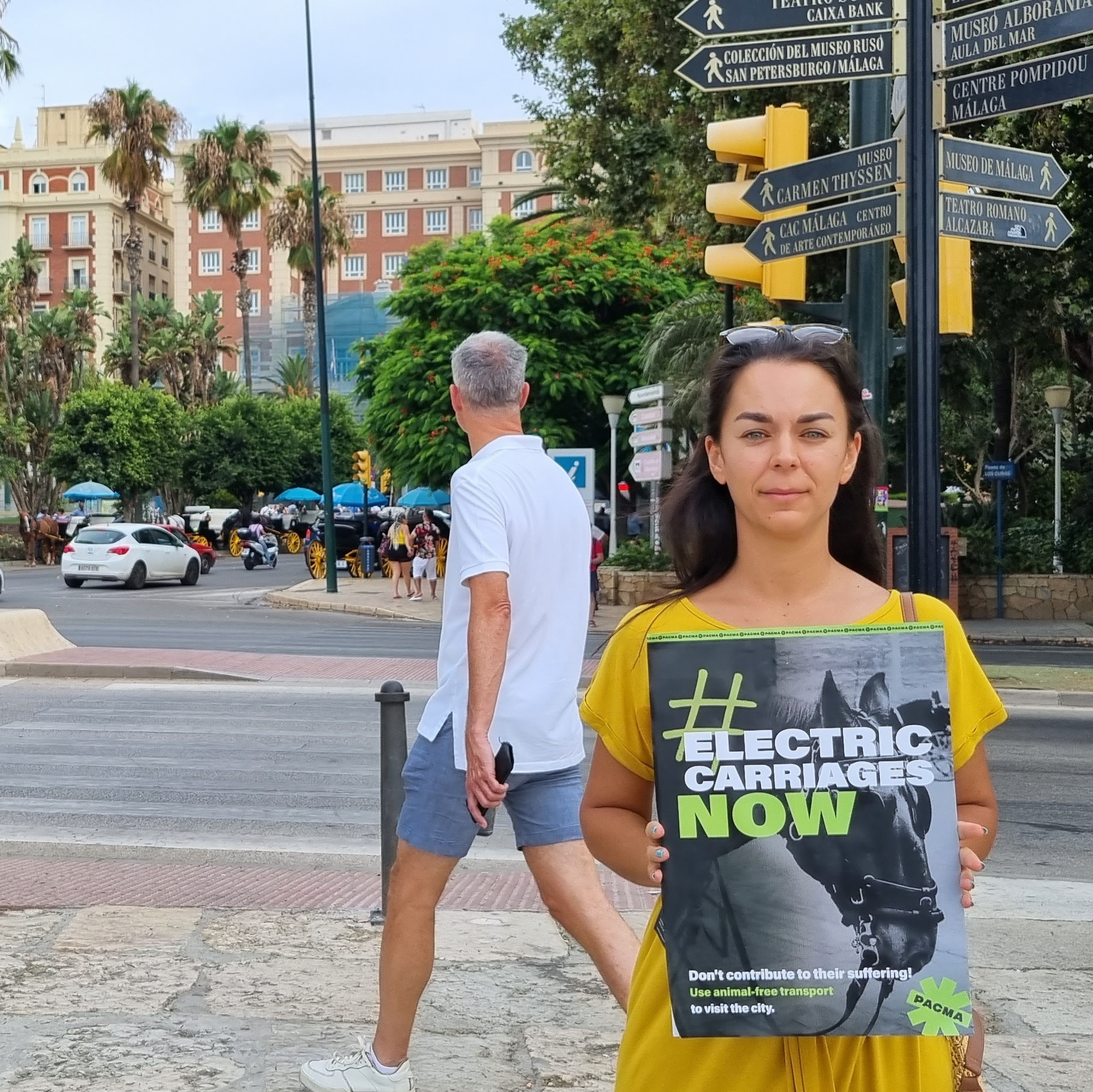
Cristina demana que se substitueixin les calesses de cavalls per cotxes elèctrics.

### Responsable de l'àrea legal i política de PACMA
A principis de 2022 PACMA lluita en l'àmbit polític i legal contra l'experimentació amb animals després de destapar-se l'escàndol del cas Vivotecnia reunint-se amb els responsables del Parc Científic de la Universitat de Barcelona i sol·licitant la suspensió urgent de l'experiment amb 38 cadells de beagle per presumptes irregularitats encara que aquesta va ser desesestimada.
Al novembre de 2022, PACMA presenta el seu informe Desprotecció de la infància davant la violència de la tauromàquia a Espanya davant el Comitè de Drets del Nen de l'Organització de les Nacions Unides (ONU) en què denuncia Espanya perquè considera que el Govern no protegeix els nens contra la Tauromàquia. Arran d'aquest informe, l'ONU sol·licita a l'Estat espanyol que proporcioni «informació sobre les mesures adoptades per prohibir la participació dels nens menors de 18 anys com a toreros i com a espectadors», no només en curses, sinó en qualsevol tipus d'esdeveniment taurí.
L'agost del 2023 PACMA aconsegueix que el Tribunal Suprem d'Espanya li concedeixi justícia gratuïta per recórrer contra les munteries i la caça amb gossos a Extremadura.
Al setembre d'aquest mateix any, PACMA i FAADA recorren al Defensor del Poble Andalús perquè actuï davant el silenci administratiu de la Junta d'Andalusia per l'escrit enviat per ambdues entitats per abordar alternatives ètiques de control poblacional de fauna exòtica invasora a la regió.

## Activisme

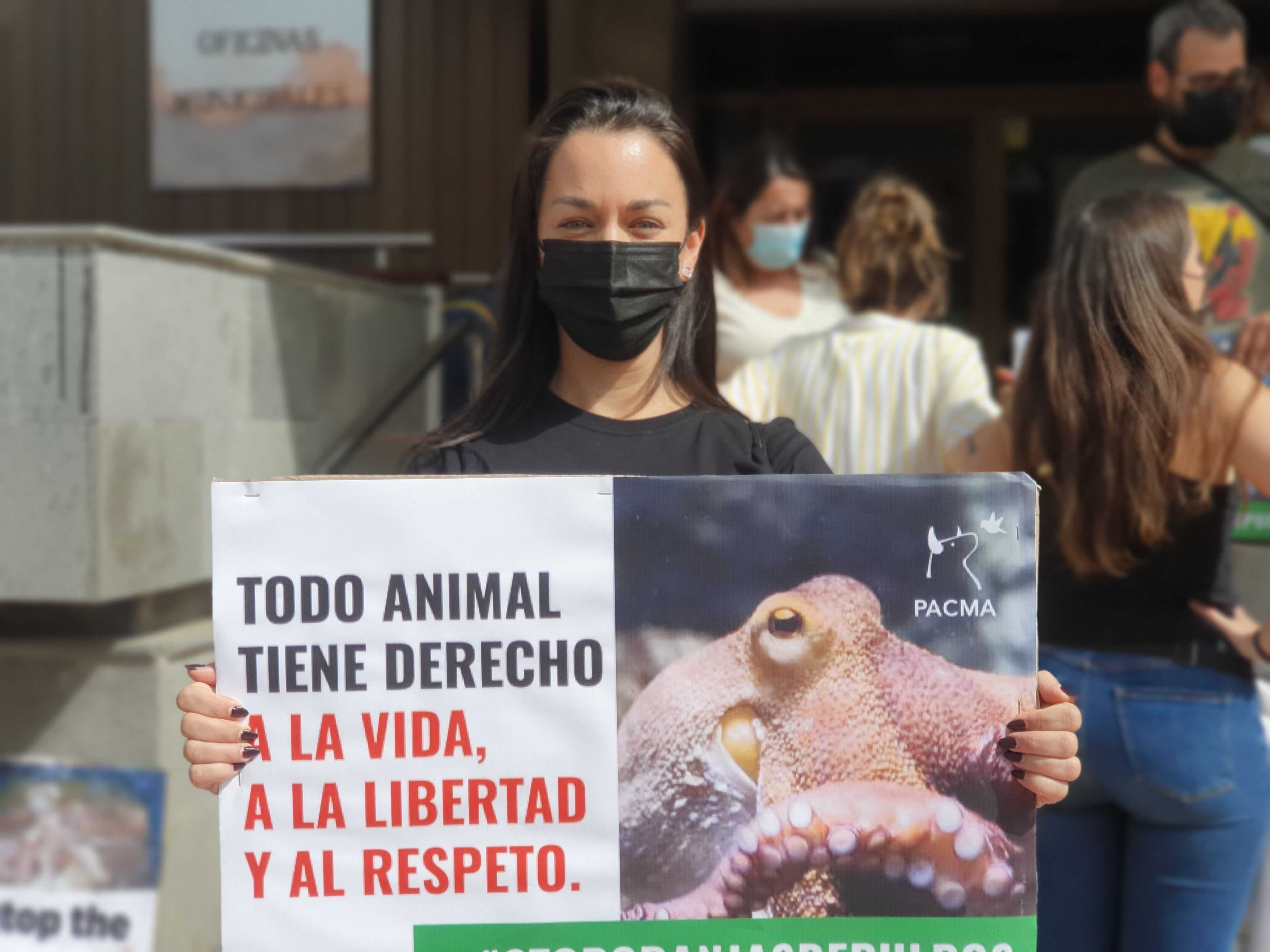
Cristina García en una concentració contra la granja de pops projectada a Gran Canària.

Activista pels drets dels animals, participa en manifestacions contra la tauromàquia, el maltractament legalitzat dels burro-taxis de Mijas o la granja de pops projectada a Gran Canària.
Implicada en iniciatives ecologistes com el Bosc Urbà Màlaga o la defensa de la Vega Mestanza.
Promou el veganisme com a estil de vida, havent participat com a convidada al European Vegan Summit 2022 i al Veg Fest 2023.